# Cimetière juif de Ladenburg

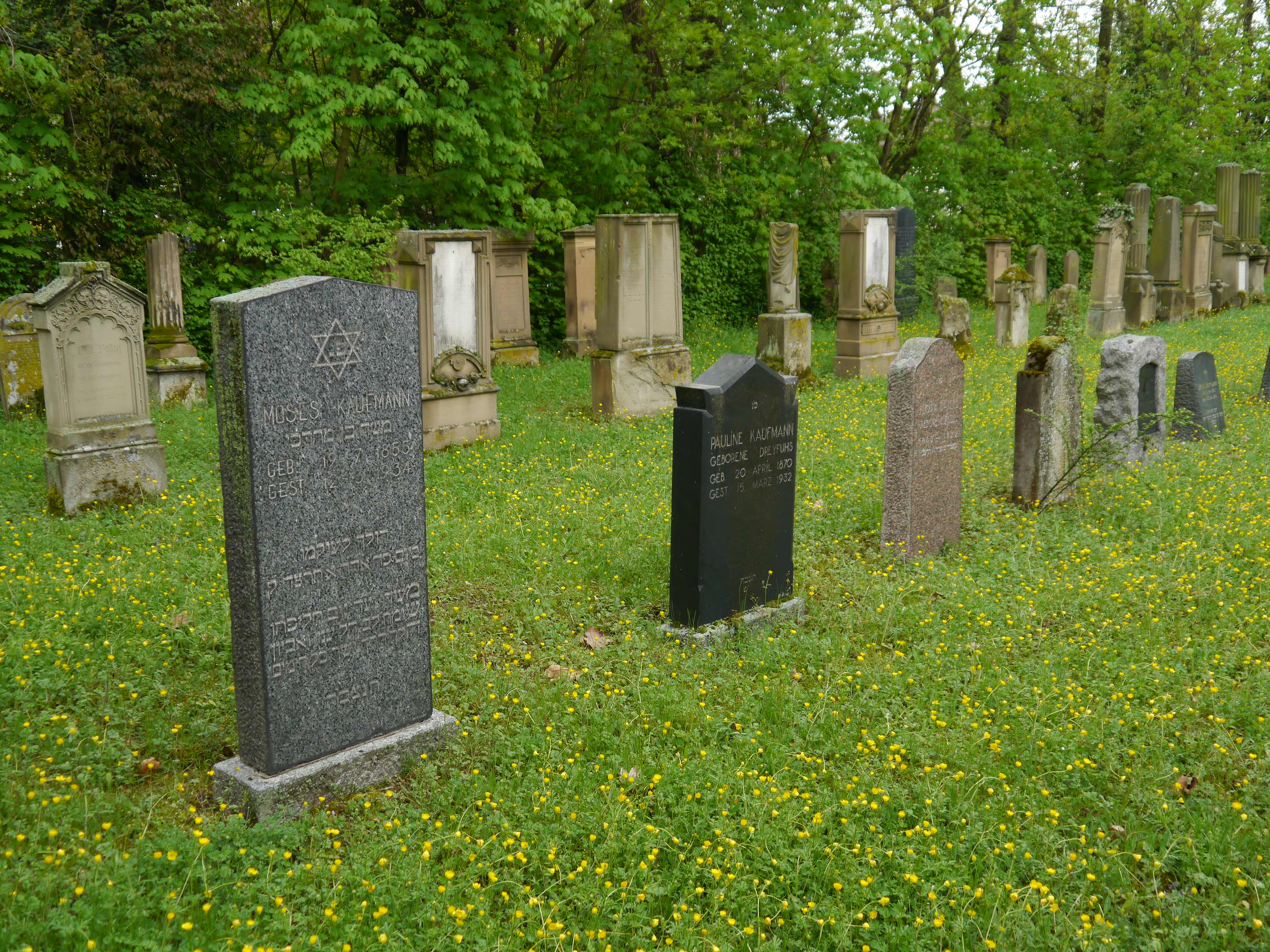
Le cimetière vu de l'ouest

Le cimetière juif de Ladenburg (en allemand : jüdischer Friedhof Ladenburg) est un cimetière dédié aux Juifs situé à Ladenburg, dans le Nord-Ouest du Bade-Wurtemberg en Allemagne. Il est protégé au titre de monument culturel.

## Historique
Les morts de la communauté juive de Ladenburg sont d'abord inhumés au Heiliger Sand à Worms au Moyen Âge, puis au cimetière juif de Hemsbach (de) de 1674 à 1847,.
Le cimetière juif de Ladenburg est construit en 1848 à la limite est du cimetière chrétien. Il s'étend sur 7,92 ares et abrite aujourd'hui 96 sépultures. La plus ancienne date de 1849 et la plus récente de 1938.
À l'entrée du cimetière, une plaque rend hommage aux « hommes, femmes et enfants juifs de Ladenburg qui ont été persécutés, déportés et assassinés au nom de l'Allemagne entre 1933 et 1945 et n'ont pu avoir de tombe », dont elle cite les noms.